# Emeršič
Emeršič je priimek v Sloveniji, ki ga je po podatkih Statističnega urada Republike Slovenije na dan 1. januarja 2010 uporabljalo 693 oseb in je med vsemi priimki po pogostosti uporabe uvrščen na 340. mesto.

## Znani nosilci priimka
- Anže Emeršič (*1983), hokejist
- Blaž Emeršič (*1980), hokejist
- Bojan Emeršič (*1963), igralec in komik
- Darja Emeršič, (*1966) zgodovinarka
- Danilo Emeršič (1924–2002), slikar
- Iztok Emeršič, veterinar (ZOO)
- Jakob Emeršič (1940–2012), bibliotekar, literat, prevajalec, domoznanec, publicist
- Jožica Emeršič (*1957), lokostrelka
- Jurij Pavel Emeršič, zgodovinar
- Majda Emeršič (r. ??) (*1933), knjižničarka, kulturna delavka
- Matjaž Emeršič (*1974), klarinetist, glasbeni pedagog, kapelnik
- Viktorija Bencik Emeršič (*1984), igralka
- Vlado Emeršič (1928–2003), arhitekt, urbanist
- Žiga Emeršič, strokovnjak za računalniški vid
- Živa Emeršič (*1956), kulturna in filmska novinarka, TV-urednica